# اصناف و قیام تنباکو
قیام تنباکو نام جنبشی اجتماعی در ایران دوره قاجار بود.
قیام اصناف و بازاریان ضد امتیاز تنباکو در حقیقت مبارزه با استبداد داخلی و استعمار خارجی بود و موفقیت آن‌ها در این راه زمینه همکاری و همگامی دو نیروی بزرگ ضد استبدادی و بازاریان و علمای دینی دارای یک سابقه دیرینه و از مشخصات این همبستگی وجود مسئولیت‌های شرعی مشترک و متقابل میان آنان بود. مطابق دستورهای اسلامی همه مسلمانان در حفظ و رعایت موازین و نیز راهنمائی و هدایت یکدیگر مسئول هستند از این رو علما و مجتهدان به حکم وظیفه دینی خود سعی دارند با افتا و ارشاد و تبلیغ از جان و مال مردم در برابر تعدی‌های حکومت و عمال دیوانی دفاع کنند در مقابل مردم که مطیع اسلام هستند و خود را در برابر اجرای دستورهای اسلامی مسئول می‌دانند، نمی‌توانند نسبت به سازمان رهبری آن، یعنی حوزه‌های علمیه، احساس مسئولیت نکنند یا در رفع مشکلات و نابسامانی‌های آن نکوشند. علاوه بر این سپردن وجوه به مرجع تقلید دینی، سبب تجمیع و تمرکز سهم امام و در نتیجه تحکیم و تقویت زعامتها و قدرت‌های بزرگ دینی شد. نخستین شخصیت که در قرن اخیر، ریاست و زعامت پیدا کرد، آیت‌الله العظمی حاج میرزا حسن شیرازی و اولین مظهر این قدرت و ریاست، فتوای معروف او دربارهٔ قرارداد معروف تنباکو بود که حکومت وقت را از پای در آورد. 
بدین گونه پیروزی جبهه متحد اصناف، بازاریان و علما در جنبش تنباکو به عنوان مقدمه‌ای برای قیام بزرگ‌تری در انقلاب مشروطیت ثبت شد.